# Big Boss
Big Boss (ビッグ・ボス Biggu Bosu?) es un personaje ficticio de la serie de videojuegos Metal Gear. Fue presentado como el comandante y antagonista principal de los dos primeros títulos, Metal Gear y Metal Gear 2: Solid Snake, y posteriormente pasó a ser el protagonista de las precuelas de la historia original, en Metal Gear Solid 3: Snake Eater, donde se representa como un agente encubierto estadounidense con nombre en código Naked Snake (ネイキッド・スネーク Neikiddo Sunēku?), y siendo protagonista en las posteriores precuelas: Metal Gear Solid: Portable Ops, Metal Gear Solid: Peace Walker, Metal Gear Solid V: Ground Zeroes, conocido simplemente como Snake, y en el más reciente lanzamiento de la saga, Metal Gear Solid V: The Phantom Pain, como Big Boss (también se llama así mismo como Ishmael).
Tiene 3 Clones, que son el resultado del proyecto Les Enfants Terribles («Los niños terribles» en francés) el cual consistía en crear supersoldados a base de su ADN: Solid Snake, Liquid Snake y Solidus Snake.

## Historia
Dentro de la saga Metal Gear, Big Boss fue el título otorgado al legendario soldado que fundó la unidad de fuerzas especiales FOXHOUND. Su vida antes de ser un espía internacional y el fundador de FOXHOUND está rodeada en el más completo misterio. También fue líder de las naciones fortalezas de Outer Heaven en Sudáfrica, y Zanzíbar Land en Asia Central. Debido a sus características físicas, y dado que quedó estéril debido a la prolongada exposición a la radiación durante la prueba del atolón Bikini, fue el donante original del material genético que posibilitó la creación de sus hijos en el proyecto conocido como Les Enfants Terribles: Solid Snake, Liquid Snake y Solidus Snake. 
Big Boss es considerado como «el más grande soldado del siglo XX», no solo por su código moral y su carisma como líder nato, sino por sus grandes habilidades adquiridas en su formación militar tales como la natación, el alpinismo, el disparo, el combate cuerpo a cuerpo y sobre todo, el sigilo y la infiltración. Gracias a su entrenamiento, él junto a su mentora The Boss, fueron los pioneros del estilo de combate CQC. Big Boss también fue entrenado para soportar todo tipo de dolor físico, lo que es muy útil en caso de ser capturado y torturado por el enemigo para sonsacarle cualquier información que ponga en peligro su misión. También fue adiestrado en técnicas de supervivencia en condiciones extremadamente duras, lo que lo convierte en el soldado más idóneo para misiones aparentemente imposibles.

### Metal Gear Solid 3: Snake Eater

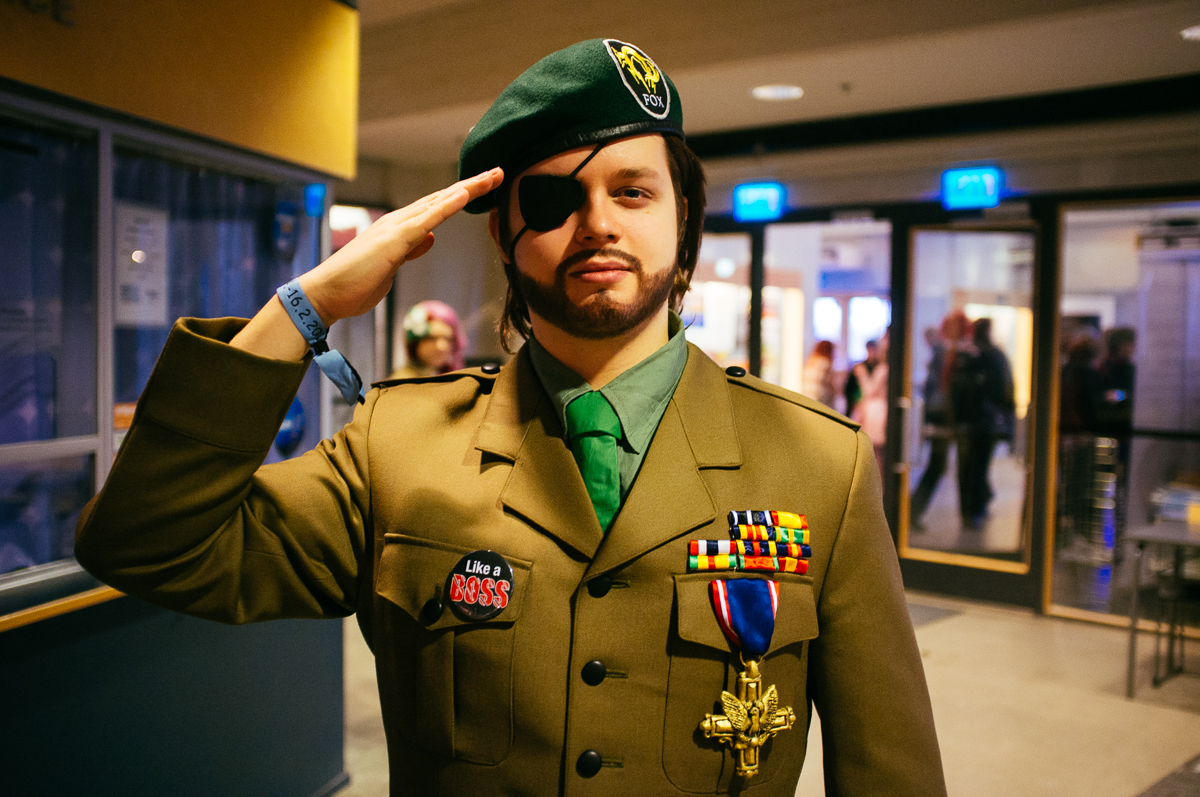
Cosplay de Big Boss representando su escena final en el videojuego

Jack (1935-2014) (primer nombre en clave "Naked Snake") comenzó su carrera militar en las Boinas Verdes en 1950 convirtiéndose a la vez en el discípulo de la legendaria soldado conocida como The Boss la cual con sus habilidades contribuyó a la victoria de los Aliados durante la Segunda Guerra Mundial. Gran parte de su infancia se desconoce por completo, pero se sabe que desde muy joven fue entrenado por The Boss. Durante su aprendizaje, The Boss le enseñó el idioma ruso y juntos desarrollaron la técnica de combate CQC (Close Quarters Combat - Combate en espacios cerrados). En 1956 Snake es expuesto a radiación atómica en el incidente del Atolón Bikini durante la prueba de la bomba de hidrógeno, dejándolo estéril. No se sabe nada más acerca de sus actividades hasta ocho años después en plena Guerra Fría: en 1964 es reclutado por la Unidad FOX, una unidad de inteligencia y espionaje creada por la CIA y transcurren los hechos de Metal Gear Solid 3 Snake Eater.

#### Misión Virtuosa
Esta misión solo constaba de un objetivo clave y se desarrollaba en Tselinoyarsk, una cordillera de montañas en el sur de la Unión Soviética. El objetivo principal   de su misión era rescatar al ingeniero desertor soviético Nikolai Stepanovitch Sokolov y traerle de vuelta a Estados Unidos junto a su familia.
Sokolov estaba siendo obligado a desarrollar un arma muy avanzada tecnológicamente, una especie de tanque con capacidad de lanzar un ataque nuclear, llamado «Shagohod». Es en esta operación en donde el Mayor Zero establece el nombre en clave de Snake, basándose en que según el Génesis, el primer espía fue una serpiente. La misión fue un desastre; The Boss, por sorpresa para todos, desertaría a favor de la Unión Soviética y roba un Davy Crockett y así mismo roba un misil nuclear portátil estadounidense y se enfrenta a Snake, el cual pierde el combate y Sokolov es capturado una vez más por la Unidad Cobra.
Más tarde, de manera inesperada, el coronel Yevgeny Borisovitch Volgin, líder de la facción disidente del gobierno de Nikita Kruschev, dispara el misil nuclear contra unas instalaciones rusas donde Sokolov llevaba a cabo sus investigaciones. Snake, con muchas heridas es rescatado por su unidad y permanece en la UCI durante unos días.

#### Operación Snake Eater
Las cosas se complican. Debido al ataque nuclear, el avión de la Unidad FOX que monitoreaba en secreto la misión de Snake, es detectado por los radares rusos. El presidente de la Unión Soviética Kruschev llama al presidente de Estados Unidos Lyndon B. Johnson haciéndole culpable del ataque nuclear. Éste le da dos posibilidades, demostrar su inocencia eliminando a The Boss y a Volgin (coronel ruso del GRU que está en contra de Kruschev) o de lo contrario estallaría una guerra entre ambos países. Una semana más tarde de la Misión Virtuosa, Snake vuelve a entrar en acción, ya que es el único que puede derrotar a The Boss, su antigua mentora. En esta operación, Snake perdería su ojo derecho cuando, por evitar que Ocelot matara a su aliada y luego su futura amante EVA para que no fuera descubierta en su papel de espía, recibe un disparo accidental en el rostro. La pérdida de su ojo le llevará a tener puesto habitualmente su icónico parche negro.
Snake cumple exitosamente la operación Snake Eater, eliminando a la Unidad Cobra, a Volgin, a The Boss y destruyendo el Shagohod, evitando así un inminente armagedón por parte de Estados Unidos y Rusia. Al derrotar a su mentora, The Boss, a Jack se le concede el título de «Big Boss». Pero es después cuando Jack descubre que todo era un plan para hacer ver a The Boss como una seguidora de Volgin ya que su verdadero objetivo era acercarse a él y poder robar el legado de los Filósofos para la facción estadounidense de los Patriots; pero el plan salió mal ya que Volgin hizo detonar la cabeza nuclear en territorio ruso al destruir con ella las instalaciones de investigación de Sokolov y al entender lo grave que era este asunto dado que los rusos podrían descubrir el plan, al gobierno no le quedó más opción que eliminarla usando al propio Snake para ese fin. Dolido y devastado por la revelación y por la manera como fue usado, las ideas de rebelión comenzaron a posarse sobre su cabeza.
Un año después de los acontecimientos de esta operación, estalló la guerra de Vietnam. Big Boss participó en Las Patrullas de Largo Reconocimiento del Ejército y prestó ayuda a las Boinas Verdes y a los Ranger del Ejército. Durante la guerra se le puso el sobrenombre de "El Gran Soldado Legendario". Una vez finalizada la guerra de Vietnam, Big Boss participó en más de 70 misiones en grupos como el SOG (Estudios y Observaciones del Entorno), las Fuerzas Geese (una unidad mercenaria) y la Fuerza Delta (una unidad contraterrorista creada en 1977). En 1966, durante su estancia en Mozambique durante su guerra civil, encontró un pequeño huérfano llamado Frank Jaeger el cual se convierte en uno de sus mejores soldados con el nombre clave de Gray Fox (que después aparecería en Metal Gear Solid como Cyborg Ninja) y lo adoptó.

### Metal Gear Solid: Portable Ops (posiblemente no canon)
A pesar del título de Big Boss debido al éxito de la misión "Snake Eater", todas las mentiras y traiciones por parte de los altos mandos hacen que Snake abandone la unidad FOX y reniegue de su título. En 1970, la nueva unidad FOX, fue disuelta al corromperse y formó una revuelta tomando una base en Sudamérica conocida como la Península de los Muertos y robando una cabeza nuclear de la CIA pretendiendo apuntar a la Unión Soviética. Big Boss, a pesar de su exilio, fue secuestrado por la unidad y despertó en una celda, lugar donde conoció a Roy Campbell, un joven soldado que le ayudará a escapar. Comprendiendo que solos no podían con la misión, reclutaron a unos cuantos especialistas que formarían una nueva unidad rebelde, ocurriendo los hechos de MGS Portable Ops, donde Big Boss derrota poco a poco a los miembros de FOX, y entre ellos que derrotaba, se encontró con Sokolov, un personaje que se creía muerto en la Misión Snake Eater, mientras el coronel Volgin lo pateaba, y se lo dio por muerto, pero este para fingir su muerte uso la píldora de muerte falsa, de esa manera retorna en Portable Ops para ayudar a Snake, acabar con Gene, y destruir al Metal Gear.

### Metal Gear Solid: Peace Walker
Diez años después de lo ocurrido en Metal Gear Solid 3: Snake Eater y cuatro años desde su último encuentro con Sokolov, y su combate con Gene en Metal Gear Solid Portable Ops, el confundido exmiembro de Fox Naked Snake y condecorado como Big Boss prosigue su vida. En 1974, Costa Rica, un país sin ejército, es atacado por un grupo de fuerzas desconocidas y se llama a Militaires Sans Frontières (Militares Sin Fronteras). Se trata de un grupo mercenario comandado por Big Boss, capaz de operar en cualquier lugar del mundo, para resolver la situación, pues la neutralidad y posición estratégica del país es vital tanto para el Este como el Oeste, enfrentados durante esos años en la Guerra Fría y la Crisis de los misiles en Cuba.
Con las ideas algo más claras y la información proporcionada por Gene, se muestra a un Snake más seguro de sí mismo, decidido. Solo que quizá, debido a tantos engaños, sus ideas a pesar de nobles, son algo menos ortodoxas que los demás esperan.

### Metal Gear Solid V: Ground Zeroes
Ésta es la cuarta entrega donde volvemos a controlar a Naked Snake, con la ayuda de Miller por radio, debe infiltrarse en una base llamada Omega, donde debe de rescatar a MSF, donde están Chico y Paz, los mismos niños que vimos en Peace Walker, después Big Boss debe de llevarse a los niños a la base madre, y con la ayuda de uno de sus médicos más ágiles, y a la vez soldado, logran quitar una de las bombas que Paz llevaba y que la tropa de Skull Face le implantó.
Después al llegar a la base madre ésta es atacada por la ONU y por XOF, y entre ellos estaba Miller y los soldados de la Base intentando acabar con todos los que estaban acabado con la Base Madre que construyeron en Peace Walker, después Big Boss va para ayudar, pero sin éxito alguno, la Base Madre termina totalmente destruía, y Miller enfurecido con los de la ONU, y más específicamente con Paz, le empieza a regañar y gritar que le empiece a dar respuestas y que hablé de lo ocurrido en la Base Madre, luego Paz despierta, y se da cuenta de que hay otra bomba en sus órganos, aunque en un estado tan débil no logra explicar bien que tiene otra bomba, de esa manera salta del helicóptero, pero la bomba lamentablemente explota cerca del helicóptero donde iban Big Boss, Miller, el conductor, Chico, y el médico, este último es el que queda de una coma muy fuerte durante 9 años, mientras que Big Boss estaba en un estado grave, Miller le decía que por él no se muera. Cada personaje queda en un mismo hospital, primero Miller es curado y libre, pero es llevado a Afganistán, Big Boss despierta unas semanas antes que su médico, y este último despierta después de 9 años.

### Metal Gear Solid V: The Phantom Pain
Tras los hechos de Peace Walker, y Ground Zeroes, Big Boss regresó de una misión a Mother Base para encontrarla bajo ataque por un grupo llamado XOF.
Tras intentar salvar MSF, Big Boss resultó gravemente herido y cayó en estado de coma.
9 años después Big Boss despertó de su coma y se encontró en un hospital. Despierta con el nombre de Ishmahel, y ayuda a escapar a Venom Snake del hospital, posteriormente Ocelot platica con él sobre el rol que jugará Venom Snake, el cual se hará pasar por el ya que todo el mundo lo desea muerto, posteriormente Ocelot le enciende un puro y él se marcha en una moto.
Al final Venom Snake recibe una grabación de Big Boss donde se entera de la realidad (Venom no era consciente de esto debido a tratamientos hipnóticos y la cirugía que recibió en el rostro), en la grabación le menciona la que ambos son la leyenda, ambos son Big Boss.
Se desconoce qué sucede después de esto, pero aparentemente en algún punto regresa a la unidad FOX, desde esta posición consigue hacerse con parte del legado de los filósofos entre otros recursos que le permiten formar el nuevo Outer Heaven en Zanzíbar Land en un futuro.

### Metal Gear
Algún tiempo después Big Boss dejó de usar su nombre en código de Naked Snake (probablemente después de la Guerra Fría o al terminar la operación Peace Walker donde termina diciendo: "Desde ahora, llamame Big Boss"), y aceptó el título de Big Boss (Pero oficialmente se hizo Big Boss al terminar la operación Snake Eater).
En los años 90, Big Boss utilizó la desorbitada cantidad de dinero que había obtenido durante años (posiblemente incluyendo una parte del Legado de los Filósofos y en gran parte también por el dinero de Gene) para crear en secreto la nación fortaleza de Outer Heaven, una organización opuesta a las potencias occidentales (y, por los Patriots que los controlan), al mismo tiempo que desempeñaba su puesto como Comandante Supremo de la unidad de élite del Ejército FOXHOUND. Big Boss también financió el desarrollo del “primer” prototipo de Metal Gear, el llamado Metal Gear TX-55. Era un sistema de arma diseñado para dar a Outer Heaven supremacía militar sobre las potencias occidentales.
Cuando FOXHOUND fue comisionado por los EE. UU. para realizar una misión de infiltración en Outer Heaven para destruir Metal Gear, Big Boss envió en primer lugar al agente de más confianza, Gray Fox; Cuando Gray Fox fue capturado, Big Boss envió a su agente más novato Solid Snake. Big Boss calculó que no había manera de que un novato como Solid Snake pudiera tener en éxito en su misión, para ello retrasó los esfuerzos de Solid Snake al mismo tiempo que ganaba tiempo para terminar el desarrollo del de Metal Gear y para que las potencias occidentales conocieran la supremacía de Metal Gear sobre el mundo (es desconocido si Big Boss no sabía que Solid Snake era uno de sus hijos).
Sin embargo, para sorpresa de Big Boss, Viendo el éxito inesperado de Solid Snake en la destrucción de Outer Heaven, la recuperación de los datos de la investigación de Metal Gear, y destruir al mismo Metal Gear. Hecho frente con la falta de sus planes, Big Boss se enfrenta a Solid Snake en el corazón de Outer Heaven, y le reveló su identidad como Comandante Supremo de Outer Heaven. Después de que Big Boss activara la autodestrucción de la base comenzó la cuenta atrás, los dos se enfrentaron en un duelo Incluso en una edad avanzada, Big Boss probo ser el Antagonista y peligrosamente hábil con sus técnicas, pero Solid pudo derrotarle. El Big Boss que muere en este combate no es más que el fantasma creado en Metal Gear Solid V: The Phantom Pain, Venom Snake.

### Metal Gear 2: Solid Snake
Big Boss se trasladó con los mercenarios supervivientes a Asia Central, donde construyeron Zanzíbar. Esta vez no estaba solo, Gray Fox le había seguido, y otros como Kyle Schneider, líder de la resistencia de Outer Heaven, y el Dr Pettrovich, creador del Metal Gear de Outer Heaven, donde fue prisionero. Todos ellos fueron rechazados por EE. UU. después de lo ocurrido en Outer Heaven, así que se unieron a Big Boss. Junto a ellos estaban más mercenarios y personas, incluso niños que Big Boss adoptó y dejó que vivieran dentro de su fortaleza, era su familia, entre los cuales destaca la que después sería conocida como la mortífera francotiradora Sniper Wolf. Big Boss ordena que sus mercenarios obtengan la fórmula del Oilix, del Dr Marv, para así convertir Zanzíbar en una nación-fortaleza superior a EE.UU tanto económicamente como militarmente. Snake es enviado de nuevo por FOXHOUND a Zanzíbar a recuperar dicha fórmula y al Dr Marv. Allí descubre que tanto su amigo Fox como Big Boss estaban aliados ahora, y que tenían un nuevo Metal Gear. Después de derrotar a Fox, al Metal Gear y obtener la fórmula del Oilix, Solid Snake se encuentra con Big Boss.
Explica a Solid Snake que ellos, al igual que todos los mercenarios de la fortaleza, solo sirven para una cosa: combatir hasta la muerte. Su motivo para vivir es la guerra, y que buscarán campos de batalla durante el resto de su vida, hasta morir miserablemente. Solid Snake, enfurecido, comienza a luchar contra Big Boss. Esta vez se asegura de que Big Boss muera, sin embargo antes de morir Big Boss le dice que es su padre. Solid Snake se queda conmocionado, y ve cómo muere finalmente. Los restos de Big Boss fueron recuperados por el ejército estadounidense, y ahora son conservados como si se tratase de un tesoro para los militares. De su cuerpo extrajeron muestras de ADN para el proyecto del Ejército Genoma.

### Metal Gear Solid 4: Guns Of The Patriots
Sin embargo, Big Boss no murió realmente. Su cuerpo fue recuperado y mantenido en un estado criogénico-hibernativo por Los Patriots. Al quedar bastante herido por la batalla con Solid Snake, su cuerpo fue reconstruido con partes de Liquid y Solidus. Las únicas personas que conocían su existencia eran Naomi Hunter (que participó de su reconstrucción), Eva (que encargó su recuperación), Raiden (que robó el cuerpo) y Ocelot (que sacrificó su personalidad y mente por descubrir el paradero del cuerpo). Esto lo narra al tener un encuentro final con Solid en el desenlace de Metal Gear Solid 4: Guns of the Patriots. Se revela entonces que el cuerpo que Liquid Ocelot quemara en el Río Volta, no era otro que el de Solidus Snake lo cual confundió a EVA ya que ambos eran demasiado idénticos.
Después de decirle a Solid Snake que él estaba enterado de todo lo que le ha pasado, le explica algunos detalles que por fin resuelven los misterios de la saga y le pide a Snake que lo lleve a ver a The Boss para saludarla por última vez y le explica a Solid Snake que él consiguió la libertad y que Liquid, Solidus y Zero nunca consiguieron. Tras matar finalmente a su viejo amigo, Zero, muere por causa del FOXDIE que Snake lleva en su interior el cual fue reprogramado para matar a los últimos supervivientes de los Patriots (lo cual explica la muerte de EVA), pero no sin antes probar un último puro que Solid le coloca en la boca, para explicarle que él solo luchó por librarse de todas las normas escritas por los Patriots. Big Boss cae al final en la tumba de su maestra con Solid Snake a su lado y así muere el soldado legendario por el virus FOXDIE.

## Apariciones
Cronológicamente:
- Metal Gear Solid 3: Snake Eater (como Naked Snake)
- Metal Gear Solid: Portable Ops
- Metal Gear Solid: Peace Walker
- Metal Gear Solid V: Ground Zeroes
- Metal Gear Solid V: The Phantom Pain (en esta solo aparece en uno de los finales del juego, montado en una moto).
- Metal Gear (videojuego) (solo ayuda a Solid Snake, por vía códec, con la ayuda de su doble, Venom Snake).
- Metal Gear 2: Solid Snake en ésta el verdadero Big Boss (Naked Snake), (el que ayudó a Solid en Outer Heaven por vía códec, en lugar de engañarlo como su doble), vuelve para vengar la muerte de Venom Snake, y causar la autodestrucción de Outer Heaven, y acabar con su hijo Solid Snake, el cual este arde a Big Boss con un lanzallamas.
- Metal Gear Solid (nombrado solamente)
- Metal Gear Solid 2: Sons of Liberty (mencionado solamente por Solidus, Liquid, y Ocelot).
- Metal Gear Solid 4: Guns of the Patriots (última aparición cronológicamente)